# Alma latina
Alma latina è il terzo album registrato in studio e con canzoni inedite della cantante napoletana Consiglia Licciardi, il primo di musica mediterranea World Music, registrato e distribuito dalla Flying Record, etichetta discografica napoletana non più in attività.
Questo disco spiana la strada a un genere musicale detto "Musica mediterranea", strada seguita qualche anno dopo da Nino D'Angelo e Massimo Ranieri.
I testi e le musiche sono di Peppe Licciardi tranne la traccia numero otto, Jurnate, e la traccia numero undici, E vvoce, che sono della coppia Balzano-Venditto.
L'album rappresenta un ipotetico viaggio di una barca che approda nei porti musicali più importanti del Mediterraneo.
La musicalità e gli strumenti usati sono quelli del bacino del Mediterraneo: oud, darabukka, lira del Ponto, mandola, mandolino.

## Tracce
1. Acqua 'e mare – 4:03
2. Mistero antico – 4:40
3. Quanno maggio turnarrà – 4:18
4. Parlame accussi – 5:22
5. Sott'a chesti 'nnote – 1:56
6. Alma latina – 4:08
7. Saglie – 5:10
8. Jurnate – 2:59
9. 'O core – 3:57
10. Nuttata chiara – 3:58
11. 'E vvoce – 1:16

## Musicisti
- Andrè Reyes (Gipsy Kings) – voce e chitarra Flamenco in Alma latina e Mistero antico
- Mario Reyes (Gipsy Kings) – voce e chitarra flamenco in Alma latina e Mistero antico
- Antonio Ragosta (Gruppo contadino della Zabatta) – voce in Acqua ‘e mare
- Patrizio Trampetti (N.C.C.P) – voce in Saglie
- Nuccio Tortora – tastiere, samples
- Joe Amoruso – pianoforte
- Peppe Licciardi – chitarra classica
- Marco Gesualdo – chitarra elettrica e chitarra 12 corde
- Gennaro Venditto – chitarra acustica
- Piero de Asmundis – fisarmonica
- Salvatore Esposito – mandolino e mandola
- Gino Evangelista – oud, bouzouki, flauto
- Michele Signore – violino, lira del Ponto
- Daniele Sepe – oboe e clarinetto
- Gerry Popolo – sax
- Luigi Sigillo – contrabbasso
- Leo Maddaloni – basso elettrico
- Maurizio Capone – percussioni e kalimba
- Agostino Mennella – batteria